# Ronald A. Nussbaum
Ronald Archie Nussbaum (* 9. Februar 1942 in Rupert, Idaho) ist ein US-amerikanischer Herpetologe, Ökologe, Evolutionsbiologe und Hochschullehrer.

## Leben
Nussbaum besuchte von 1948 bis 1956 öffentliche Schulen in Rupert, Idaho. 1960 machte er seinen Abschluss an der Minidoka County Consolidated High School in Rupert und schrieb sich für ein Grundstudium an der University of Idaho in Moscow, Idaho, ein, wo er 1967 seinen Bachelor of Science erhielt. Es folgte ein Studium an der Central Washington University in Ellensburg, Washington, wo er 1968 zum Master of Science graduierte. Nach einem anschließenden Doktoratsstudium wurde er 1972 mit der Dissertation Systematics of the Salamander Genus Dicamptodon Strauch (Amphibia: Caudata: Ambystomatidae) unter der Leitung von Robert M. Storm (1918–2017) zum Ph.D. in Wirbeltierbiologie an der Oregon State University promoviert, wo er bis 1974 auch seine Postdoc-Phase als wissenschaftlicher Mitarbeiter in der Abteilung für Zoologie absolvierte. 
1974 begann Nussbaums akademische Karriere an der Abteilung für Biowissenschaften der University of Michigan und am University of Michigan Museum of Natural History; bis 1980 war er Assistant Professor und Assistenzkurator, von 1981 bis 1990 außerordentlicher Professor und stellvertretender Kurator und von 1990 bis Ende 2015 ordentlicher Professor und Kurator. Seit Anfang 2016 ist er emeritierter Professor und emeritierter Kurator. Von 1982 bis 2006 war er Direktor des Edwin S. George Reserve der University of Michigan. Von 1983 bis 1985 war er Vorsitzender der Abteilung für Ökologie und Evolutionsbiologe der University of Michigan. Von 1983 bis 1993 war er geschäftsführender Direktor am University of Michigan Museum of Natural History. Ab 1992 war er mehrfach Gastprofessor und wissenschaftlicher Mitarbeiter am Departement de Biologie Animale der Université d’Antananarivo in Madagaskar.
Zwischen 1975 und 1984 war Nussbaum Redaktionsmitglied bei diversen Fachzeitschriften, darunter Systematic Zoology, Journal of Morphology, Copeia sowie beim Indian Journal of Applied and Pure Biology. 
Er war wissenschaftlicher Mitarbeiter am Carnegie Museum of Natural History und am Natural History Museum in London. Er ist Mitglied bei der American Society of Naturalists, American Society of Ichthyologists and Herpetologists, Deutschen Gesellschaft für Herpetologie und Terrarienkunde, der Herpetologists’ League, der Society for the Study of Amphibians and Reptiles, der Ecological Society of America, der Society for the Study of Evolution, The Society of Population Ecology, der Bombay Natural History Society, Association of Systematic Collections, der Phi Sigma Society, Sigma Xi und bei Phi Kappa Phi. 
Nussbaums Forschungsarbeiten befassen sich mit der Systematik, Evolution und Ökologie von Amphibien und Reptilien. Seine Feldforschungen und kuratorischen Tätigkeiten konzentrieren sich auf Erhebungen der biologischen Vielfalt und Fragen der Erhaltung verschwindender Lebensräume im pazifischen Nordwesten der Vereinigten Staaten und Kanadas, auf dem Seychellen-Archipel sowie in Madagaskar, wo er Erhebungen zur Artenvielfalt von Amphibien, Reptilien und Kleinsäugern in den Wäldern durchführte. Er war auch als Leiter des Artenschutzprojekts der IUCN auf Madagaskar und den Seychellen tätig, um den Schutzstatus der Amphibien- und Reptilienfauna auf diesen Inseln zu bewerten. 
Nussbaum untersuchte auch die elterliche Brutfürsorge sowie die Investition in die Brutpflege, die Bestandsentwicklung und die Überlebensstrategien. Seine Forschungen führten dazu, dass die Sammlungen des Zoologischen Museums um mehr als 36.000 Amphibien- und Reptilienproben erweitert wurden. Er verfasste über 200 wissenschaftliche Artikel und war ein häufiger Gastredner auf zahlreichen nationalen Symposien. Zu Nussbaums Lehrveranstaltungen gehörten die Biologie der Amphibien und Reptilien, der Abschnitt über Tierphysiologie in der Einführungsphase der Biologie und ein Seminar für Studienanfänger über Evolution.
1983 war er neben Edmund D. Brodie und Robert M. Storm Co-Autor des Werks Amphibians and Reptiles of the Pacific Northwest. 
Viele seiner Erstbeschreibungen verfasste Nussbaum in Zusammenarbeit mit dem britischen Herpetologen Christopher J. Raxworthy.

## Dedikationsnamen
Nach Nussbaum sind die Arten Spinomantis nussbaumi Cramer, Rabibisoa & Raxworthy, 2008, Bolitoglossa nussbaumi Campbell, Smith, Streicher, Acevedo & Brodie, 2010 und Rhinotrema ron Wilkinson & Gower, 2010 benannt.

## Erstbeschreibungen von Ronald A. Nussbaum
Reptilien
- Brachyseps anosyensis (Raxworthy & Nussbaum, 1993)
- Brachyseps punctatus (Raxworthy & Nussbaum, 1993)
- Brookesia antakarana Raxworthy & Nussbaum, 1995
- Brookesia bekolosy Raxworthy & Nussbaum, 1995
- Brookesia brygooi Raxworthy & Nussbaum, 1995
- Brookesia lineata Raxworthy & Nussbaum, 1995
- Calumma amber Raxworthy & Nussbaum, 2006
- Calumma crypticum Raxworthy & Nussbaum, 2006
- Calumma hafahafa Raxworthy & Nussbaum, 2006
- Calumma jejy Raxworthy & Nussbaum, 2006
- Calumma peltierorum Raxworthy & Nussbaum, 2006
- Calumma tsycorne Raxworthy & Nussbaum, 2006
- Ebenavia maintimainty Nussbaum & Raxworthy, 1998
- Flexiseps mandokava (Raxworthy & Nussbaum, 1993)
- Heteroliodon fohy Glaw, Vences & Nussbaum, 2005
- Heteroliodon lava Nussbaum & Raxworthy, 2000
- Madascincus minutus (Raxworthy & Nussbaum, 1993)
- Matoatoa spannringi Nussbaum, Raxworthy & Pronk, 1998
- Mimophis occultus Ruane, Myers, Lo, Yuen, Welt, Juman, Futterman, Nussbaum, Schneider, Burbrink & Raxworthy, 2017
- Palleon lolontany (Raxworthy & Nussbaum, 1995)
- Paragehyra gabriellae Nussbaum & Raxworthy, 1994
- Paroedura karstophila Nussbaum & Raxworthy, 2000
- Paroedura maingoka Nussbaum & Raxworthy, 2000
- Paroedura masobe Nussbaum & Raxworthy, 1994
- Paroedura tanjaka Nussbaum & Raxworthy, 2000
- Paroedura vahiny Nussbaum & Raxworthy, 2000
- Paroedura vazimba Nussbaum & Raxworthy, 2000
- Phelsuma antanosy Raxworthy & Nussbaum, 1993
- Phelsuma malamakibo Nussbaum, Raxworthy, Raselimanana & Ramanamanjato, 2000
- Phelsuma masohoala Raxworthy & Nussbaum, 1994
- Pseudoacontias angelorum Nussbaum & Raxworthy, 1995
- Pseudoxyrhopus analabe Nussbaum, Andreone & Raxworthy, 1998
- Pseudoxyrhopus ankafinaensis Raxworthy & Nussbaum, 1994
- Pseudoxyrhopus kely Raxworthy & Nussbaum, 1994
- Pseudoxyrhopus sokosoko Raxworthy & Nussbaum, 1994
- Trachylepis dumasi (Nussbaum & Raxworthy, 1995)
- Trachylepis lavarambo (Nussbaum & Raxworthy, 1998)
- Trachylepis nancycoutuae (Nussbaum & Raxworthy, 1998)
- Trachylepis tandrefana (Nussbaum, Raxworthy & Ramanamanjato, 1999)
- Trachylepis tavaratra (Ramanamanjato, Nussbaum & Raxworthy, 1999)
- Trachylepis vato (Nussbaum & Raxworthy, 1994)
- Trachylepis vezo (Ramanamanjato, Nussbaum & Raxworthy, 1999)
- Trachylepis volamenaloha (Nussbaum, Raxworthy & Ramanamanjato, 1999)
- Uroplatus malahelo Nussbaum & Raxworthy, 1994
- Uroplatus malama Nussbaum & Raxworthy, 1995
- Zonosaurus anelanelany Raselimanana, Raxworthy & Nussbaum, 2000
- Zonosaurus bemaraha Raselimanana, Raxworthy & Nussbaum, 2000
- Zonosaurus maramaintso Raselimanana, Nussbaum & Raxworthy, 2006
- Zonosaurus tsingy Raselimanana, Raxworthy & Nussbaum, 2000

Amphibien
- Atretochoana Nussbaum & Wilkinson, 1995
- Boulengerula fischeri Nussbaum & Hinkel, 1994
- Chthonerpeton exile Nussbaum & Wilkinson, 1987
- Chthonerpeton onorei Nussbaum, 1986
- Chthonerpeton perissodus Nussbaum & Wilkinson, 1987
- Crotaphatrema Nussbaum, 1985
- Crotaphatrema lamottei (Nussbaum, 1981)
- Dicamptodon copei Nussbaum, 1970
- Duttaphrynus Frost, Grant, Faivovich, Bain, Haas, Haddad, de Sá, Channing, Wilkinson, Donnellan, Raxworthy, Campbell, Blotto, Moler, Drewes, Nussbaum, Lynch, Green & Wheeler, 2006
- Echinotriton Nussbaum & Brodie, 1982
- Feihyla Frost, Grant, Faivovich, Bain, Haas, Haddad, de Sá, Channing, Wilkinson, Donnellan, Raxworthy, Campbell, Blotto, Moler, Drewes, Nussbaum, Lynch, Green & Wheeler, 2006
- Hypogeophis pti Maddock, Wilkinson, Nussbaum & Gower, 2017
- Ingerophrynus Frost, Grant, Faivovich, Bain, Haas, Haddad, de Sá, Channing, Wilkinson, Donnellan, Raxworthy, Campbell, Blotto, Moler, Drewes, Nussbaum, Lynch, Green & Wheeler, 2006
- Microcaecilia grandis Wilkinson, Nussbaum, & Hoogmoed, 2010
- Microcaecilia taylori Nussbaum & Hoogmoed, 1979
- Mimosiphonops reinhardti Wilkinson & Nussbaum, 1992
- Plethodontohyla mihanika Vences, Raxworthy, Nussbaum & Glaw, 2003
- Poyntonophrynus Frost, Grant, Faivovich, Bain, Haas, Haddad, de Sá, Channing, Wilkinson, Donnellan, Raxworthy, Campbell, Blotto, Moler, Drewes, Nussbaum, Lynch, Green & Wheeler, 2006
- Rhinatrematidae Nussbaum, 1977
- Scaphiophryne boribory Vences, Raxworthy, Nussbaum & Glaw, 2003
- Sechellophryne Nussbaum & Wu, 2007
- Tylototriton shanjing Nussbaum, Brodie & Yang, 1995 Person
- Uraeotyphlus gansi Gower, Rajendran, Nussbaum & Wilkinson, 2008
- Vandijkophrynus Frost, Grant, Faivovich, Bain, Haas, Haddad, de Sá, Channing, Wilkinson, Donnellan, Raxworthy, Campbell, Blotto, Moler, Drewes, Nussbaum, Lynch, Green & Wheeler, 2006